# Кадохара Каору
Кадохара Каору (яп. 門原 かおる; нар. 25 травня 1970) — японська футболістка. Вона грала за збірну Японії.

## Клубна кар'єра
Виступала в «Matsushita Electric Panasonic Bambina».

## Виступи за збірну
У червні 1993 року, її викликали до національної збірної Японії на чемпіонат Азії 1993 року. На цьому турнірі, 4 грудня, вона дебютувала в збірній у поєдинку проти Китайського Тайбею. У складі японської збірної учасниця жіночого чемпіонату світу 1995 року та Літніх олімпійських ігор 1996 року. З 1993 по 1996 рік зіграла 12 матчів та відзначилася 1-а голами в національній збірній.

## Статистика виступів
| Збірна Японії | Збірна Японії | Збірна Японії |
| Рік           | Матчі         | Голи          |
| ------------- | ------------- | ------------- |
| 1993          | 4             | 1             |
| 1994          | 2             | 0             |
| 1995          | 2             | 0             |
| 1996          | 4             | 0             |
| Загалом       | 12            | 1             |